# Calliarthron tuberculosum
Calliarthron tuberculosum (Postels & Ruprecht) E.Y. Dawson, 1964  é o nome botânico  de uma espécie de algas vermelhas pluricelulares do gênero Calliarthron, subfamília Corallinoideae.
- São algas marinhas encontradas na América do Norte.

## Sinonímia
- Corallina tuberculosa Postels & Ruprecht, 1840
- Amphiroa tuberculosa, 1842
- Amphiroa vertebralis Decaisne, 1842
- Arthrocardia tuberculosa (Postels & Ruprecht) Weber-van Bosse, 1904
- Calliarthron regenerans Manza, 1937
- Calliarthron setchelliae Manza, 1937
- Calliarthron vertebrale (Decaisne) Manza, 1940